# بيجوينيوس (باد كاليه)
بيجوينيوس، باد كاليه (بالفرنسية: Bergueneuse)‏ هي بلدية تقع في إقليم باد كاليه من منطقة نور با دو كاليه في شمال فرنسا. تبلغ مساحة هذه المدينة 2.78 (كم²)، وترتفع عن سطح البحر 130 م، يبلغ عدد سكانها 214 نسمة حسب إحصاء المعهد الوطني للإحصاء والدراسات الاقتصادية سنة 2009 م. وترأس Pascal DeCofour البلدية خلال فترة (2001-2008).